# Картівеллаунос
Картівеллаунос (Cartivellaunos) — був правителем корітанів, які населяли регіон Східного Мідлендса у римський період і раніше.
Він відомий тільки через написи на монетах. Його ім'я присутнє на трьох серіях монет, викарбуваних в 30-60 роках, на основі яких існує твердження, що Думновеллаун був співправителем Волісіоса, який мав ще двох інших співправителів: Думноковерос (Dumnocoveros) і Думновеллаун (Dumnovellaunus).